# ППС-84
ППС-84 (Понтонный Парк Специальный) — понтонный парк, стоявший на вооружении Советской Армии. Предназначен для оборудования мостовых и паромных переправ через водные преграды со скоростью течения до 4 м/с и волнением до трёх баллов.

## Техническое описание

### Состав парка
Парк может делиться на 12 частей, каждая из которых обеспечивает самостоятельное оборудование мостовых и паромных переправ.
В комплект парка входят:
- 192 речных звена с понтонными автомобилями;
- 24 береговых звена с понтонными автомобилями;
- 12 комплектов выстилок с выстилочными автомобилями;
- 72 буксирно-моторных катера БМК-460  с катерными автомобилями;
- 12 комплектов вспомогательного имущества;
- 12 комплектов такелажного оборудования;
- 12 комплектов технических средств для устройства переправ зимой;
- 12 комплектов технических средств регулирования движения;
- 12 комплектов средств разведки водных преград;
- 12 комплектов пожарных, водоотливных средств и другого имущества;
- 24 транспортных автомобиля КрАЗ-260;
- 12 комплектов одиночного ЗИП.

### Характеристика мостов
120-тонный наплавной мост
- ширина моста – 15,5 м;
- ширина проезжей части – 13,77 м;
- длина моста из полного комплекта – 702,2 м;
- длина моста из 1/2 части комплекта – 356,6 м;
- длина моста из 1/12 части комплекта – 68,6 м;
- время наводки из полного комплекта – 3 ч.

90-тонный наплавной мост
- ширина моста – 11,89 м;
- ширина проезжей части – 10,11 м;
- длина моста из полного комплекта – 932,6 м;
- длина моста из 1/2 части комплекта – 471,8 м;
- длина моста из 1/12 части комплекта – 83 м;
- время наводки из полного комплекта – 3,5 ч.

60-тонный наплавной мост
- ширина моста – 8,28 м;
- ширина проезжей части – 6,55 м;
- длина моста из полного комплекта – 1393,4 м;
- длина моста из 1/2 части комплекта – 702,2 м;
- длина моста из 1/12 части комплекта – 126,2 м;
- время наводки из полного комплекта – 2,5 ч.

### Характеристика паромов
360-тонный паром
- количество паромов собираемых из полного комплекта – 12;
- количество паромов собираемых из 1/2 части комплекта – 6;
- количество паромов собираемых из 1/12 части комплекта – 1;
- длина парома – 57,6 м;
- максимальная скорость движения порожнем – 17 км/ч;
- максимальная скорость движения с нагрузкой – 14,7 км/ч;
- время сборки – 25 мин.

180-тонный паром
- количество паромов, собираемых из полного комплекта – 24;
- количество паромов, собираемых из 1/2 части комплекта – 12;
- количество паромов, собираемых из 1/12 части комплекта – 2;
- длина парома – 57,6 м;
- максимальная скорость движения порожним – 18 км/ч;
- максимальная скорость движения с нагрузкой – 14,4 км/ч;
- время сборки – 20 мин.

90-тонный паром
- количество паромов, собираемых из полного комплекта – 48;
- количество паромов, собираемых из 1/2 части комплекта – 24;
- количество паромов, собираемых из 1/12 части комплекта – 4;
- длина парома – 14,4 м;
- максимальная скорость движения порожнем – 15 км/ч;
- максимальная скорость движения с нагрузкой – 14,2 км/ч;
- время сборки – 15 мин.

Из материальной части парка ППС-84 можно собирать паромы другой грузоподъемности. При определении грузоподъемности парома грузоподъемность речного звена принимается равной 22,5.

### Состав расчёта личного состава для содержания парка
- командир отделения – 60
- командир отделения (моторист) – 24
- старший понтонер – 60
- старший моторист – 24
- старший водитель  – 72
- понтонёр – 360
- моторист – 96
- водитель – 252

Всего - 948 человек.

### Речное звено
Речные звенья предназначены для образования речной части наплавных мостов и паромов. Речное звено в раскрытом положении представляет собой готовый участок моста длиной 7,2 м шириной проезжей части 6,83 м.
Речное звено состоит из двух средних понтонов, крайнего понтона типа 1, крайнего понтона типа 2, межпонтонных механизмов, устройств и съемной оснастки. Средний понтон речного звена является основным несущим элементом в мостах и паромах.
К межпонтонным устройствам и механизмам относятся: раскрывающее устройство, замок днищевой петли, палубный замок, днищевой замок и погрузочный крюк.
В состав съемной части входят: буй, ключ водоспускной пробки, якорь, причальный канат, рукоятка якорной лебедки, винтовая стяжка, аппарель, кран – балка, гидродинамический щит.
Буй  предназначен для обозначения местоположения якоря в воде.
Ключ водоспускной пробки служит для завинчивания и вывинчивания водоспускных пробок из понтонов.
Якорь предназначен для удерживания наплавного моста на месте от сноса его течением и ветром, а также для удерживания парома от сноса при выходе из строя буксирных средств для использования в качестве анкеров при причаливании парома к берегу.
Причальный канат предназначен для подтягивания звеньев в процессе сборки паромов (полупаромов), канат диаметром 35 мм, длиной 15,5 м, изготовлен из капроновых нитей, концы его заканчиваются петлями, одна из которых имеет карабин для быстрого и надежного соединения каната со звеном.
Аппарель служит для въезда техники на паром и в отдельных случаях на мост.
Кран-балка предназначена для подъёма, опускания и перемещения аппарели в горизонтальной плоскости, для удерживания в поднятом положении аппарели, навешанной на транец парома, а также для производства других грузоподъемных операций.

### Береговое звено
Береговое звено предназначено для оборудования переходов между наплавной частью моста или парома и берега. В состав берегового звена входят: два средних понтона, два крайних понтона, две средние сходни, две крайние сходни, межпонтонные механизмы и устройства, а также съемная оснастка.

### Выстилка
Выстилка предназначена для укрепления въездов на мост при слабых грунтах.

### Эксплуатация (боевое применение)
Парк состоял на вооружении в понтонных полках специального парка.